# Леонтович, Евгения
Евгения Леонтович (англ. Eugenie Leontovich; при рождении Евгения Константиновна Леонтович; 21 марта 1900 — 3 апреля 1993) — американская актриса театра и кино, продюсер, драматург и педагог русского происхождения.

## Биография
Родилась 21 марта 1900 года (по другим данным в 1893, 1894 или 1898 годах) в Подольске в дворянской семье Константина Ивановича Леонтовича и Анны Жарковской.
Училась в Императорской школе драматического искусства, а затем у Мейерхольда в Московском Художественном театре.
Как дочь офицера русской императорской армии, Леонтович пострадала во время Октябрьской революции. Её три брата (которые были офицерами, как и их отец) были убиты большевиками.
В 1922 году уехала в Нью-Йорк «для совершенствования в английском языке». Гастролировала по всей стране под фамилией Грушинская.
В 1936 году Леонтович играла в Лондоне, в 1939 году оказалась в Париже, который уже был оккупирован нацистами.
В 1948 году переехала в Лос-Анджелес, где в течение пяти лет у неё был свой театр, на сцене которого она выступала.
В 1960-х годах выступала в Театре Гудмана в Чикаго, преподавала в Калифорнии и Нью-Йорке.
Умерла 3 апреля 1993 года в Нью-Йорке.

### Личная жизнь
Её первый муж — Павел Соколов — был русским дворянского происхождения.
В 1923 году во второй раз вышла замуж за Грегори Ратоффа (развелись в 1949 году).
Последние годы жила в квартире на Манхэттене, в окружении своих картин и икон. Детей у неё не было.

## Творчество

### Фильмография
- 1941 — Мужчины в её жизни — Мария
- 1952 — Anything Can Happen — Анна Годидзе
- 1952 — Весь мир в его объятиях — Анна, мать княгини Селяновой
- 1955 — Дожди Ранчипура — Махарани
- 1961 — Со склонностью к убийству — Хельга Свенсон